# Église Saint-Rémi de Charbogne
L'église Saint-Rémi est une église située à Charbogne, en France, un édifice du XVe siècle et XVIe siècle, assez caractéristique du travail de la pierre par les artisans de la région à cette époque. Avec des vitraux du XXe siècle.

## Description
La nef est constituée de trois travées et flanquée de bas-côtés : « on aime cette très large nef centrale, sobre, audacieuse sans clamer son audace, et ces belles voûtes sur plan carré, où montent les arcs, au-dessus des piliers, sans que les chapiteaux s'interposent » commentait Henri Manceau. Elle débouche sur le transept, fermé par une abside à cinq pans. Les piles sont rondes dans la nef et en faisceau à la croisée du transept, qui porte une tour. 
La façade occidentale est remarquable par son décor sculpté, avec un portail de rythme ternaire, de style flamboyant orné de statuettes renaissances (en costumes du temps, saint Rémi sur le tympan, sainte Marguerite ou sainte Marthe, saint Fiacre, sainte Catherine, saint Michel, sur la voussure centrale).

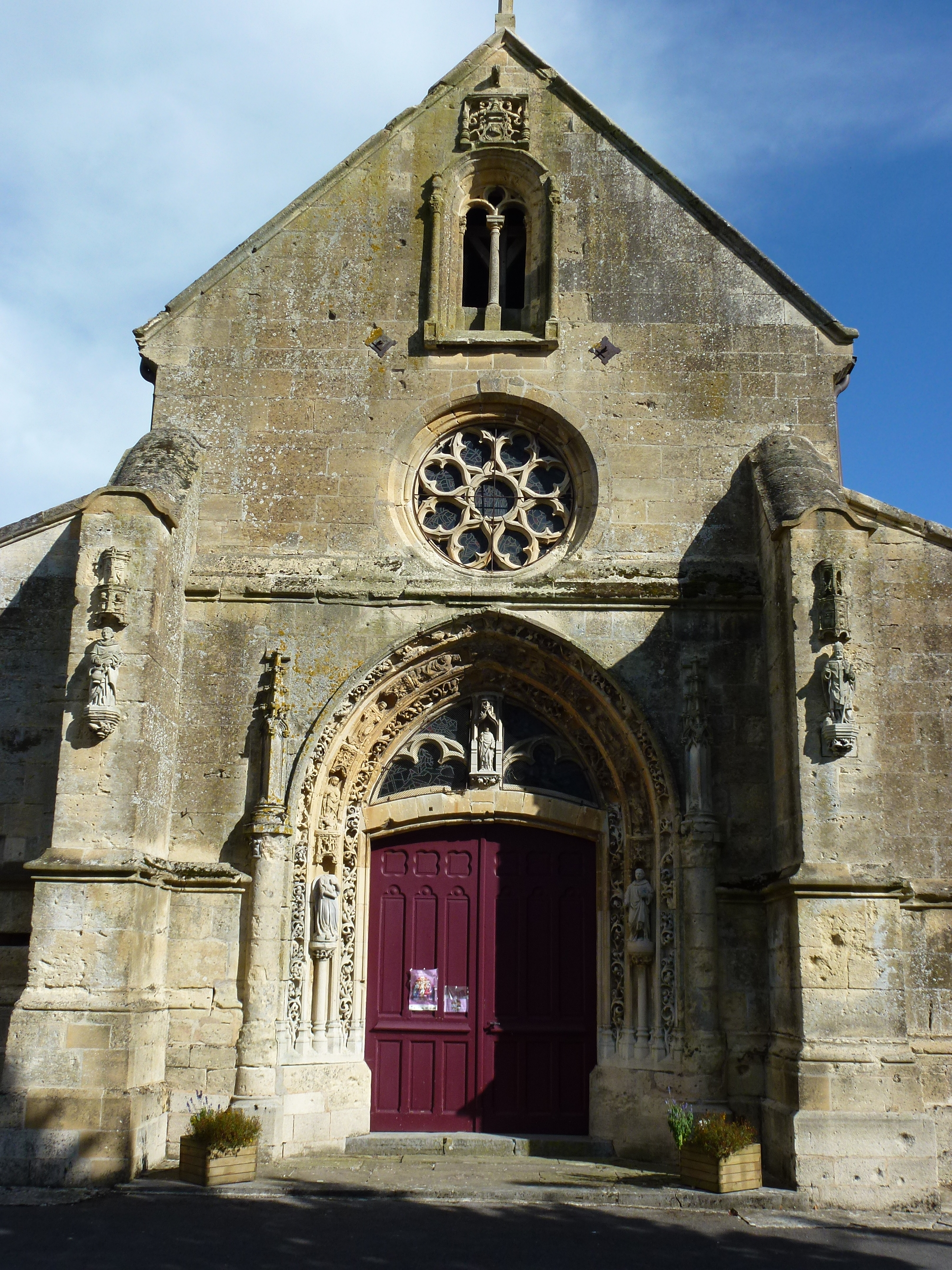
Façade occidentale.
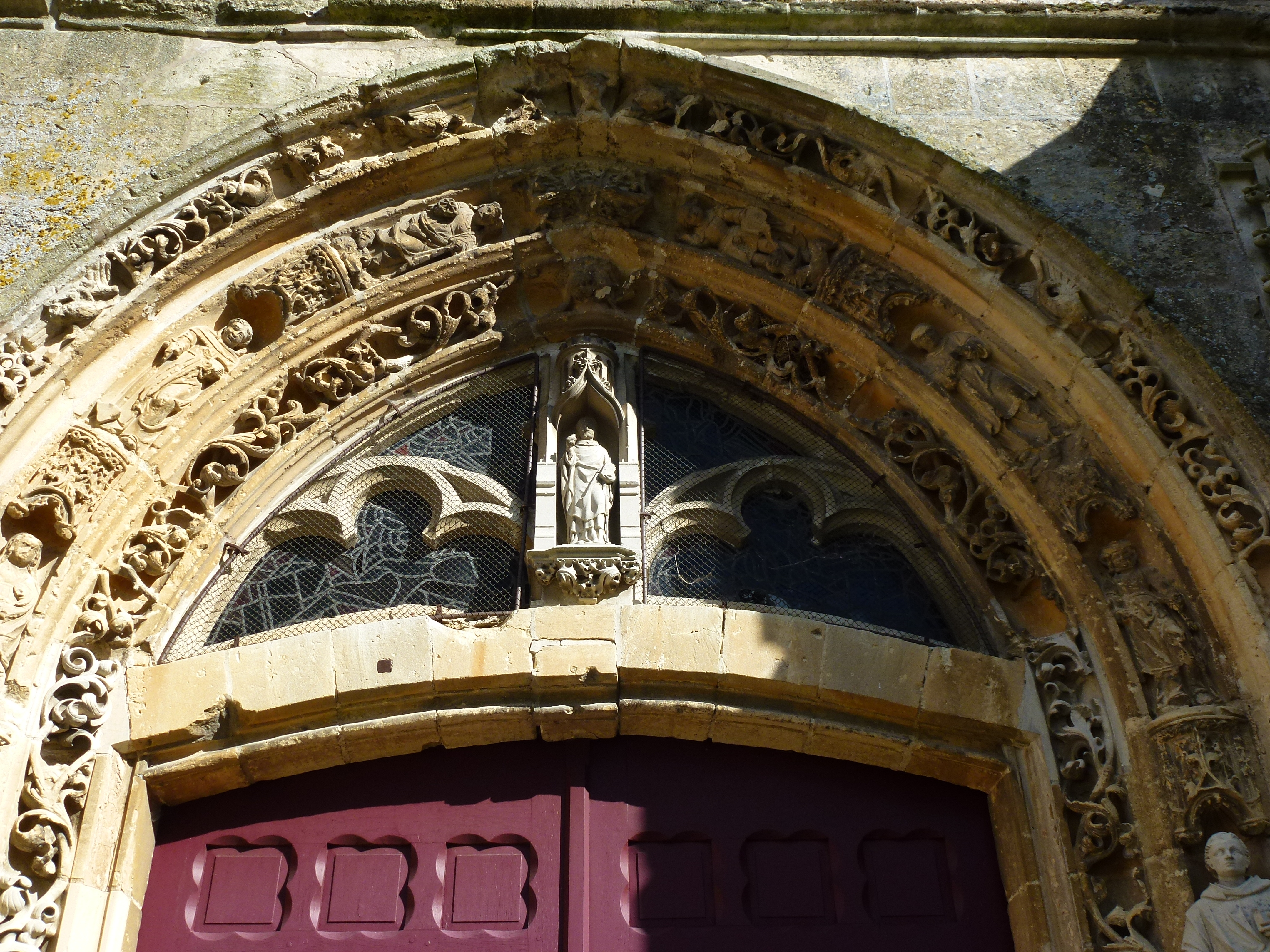
Détail du portail.
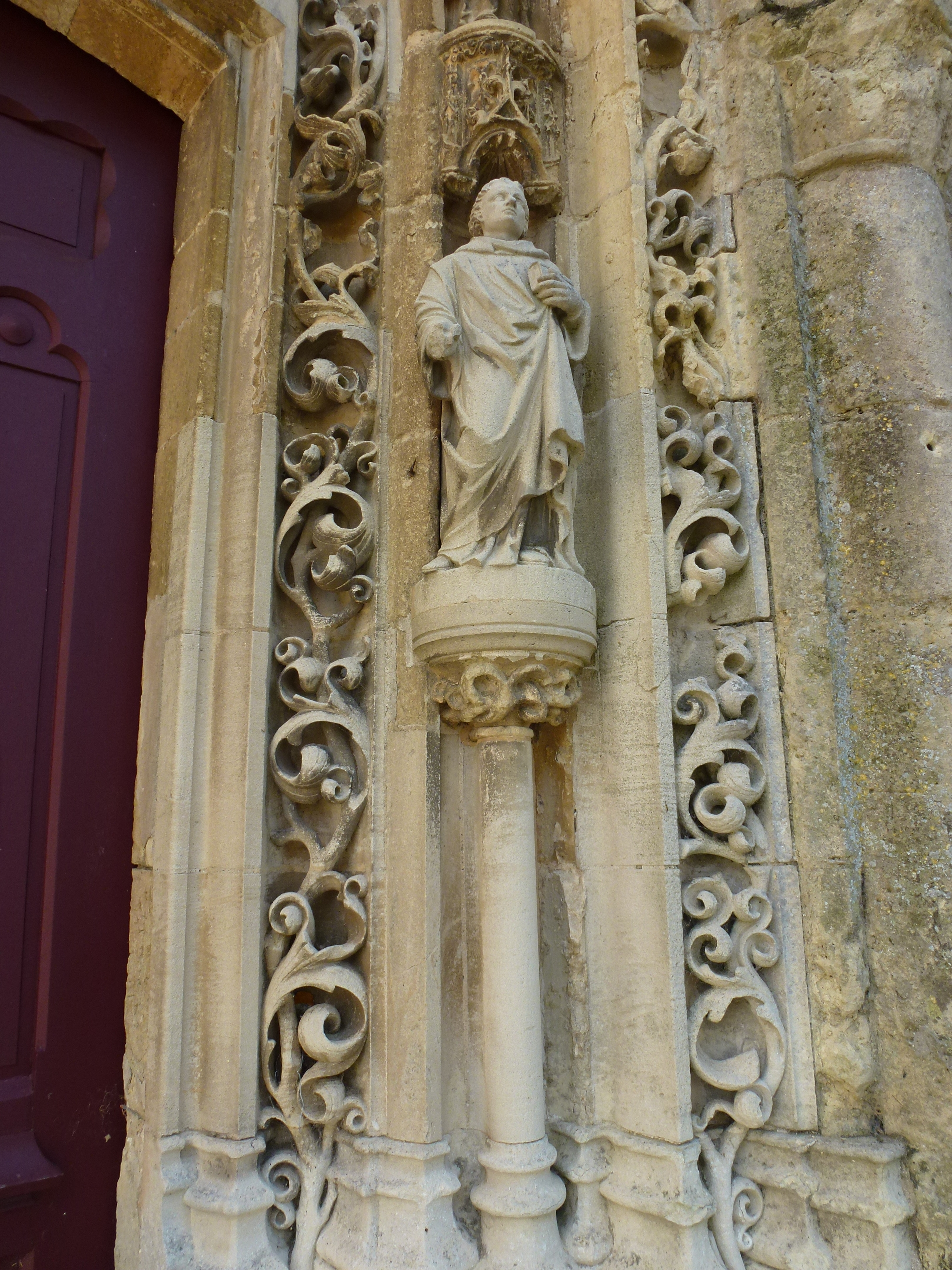
Sculpture du portail.

À l'intérieur, une statue en bois de saint Sébastien, du XVIIIe siècle, un maître-autel de marbre à quatre colonnes corinthiennes, et un bénitier en pierre à la rosace et à la tête stylisée sont à remarquer.
Les vitraux sont de 1948, de l'artiste Jean-Henri Couturat. Dans les bas-côtés, il a représenté des symboles chrétiens, le poisson (attribut de Jésus-Christ), le pélican (le don de soi), la gerbe et la grappe (le pain et le vin), l'agneau, le paon (la résurrection). La rosace du portail est ornée de la figure de Dieu le père dans un tourbillon d'anges et des symboles des quatre évangélistes. Dans le chœur, quatre vitraux représentent les épisodes majeurs de la vie du Christ. S'y ajoute dans le transept un vitrail consacré à la Vierge et un autre à saint Rémi, patron de la paroisse, entouré du travail des hommes et des femmes.

## Localisation
L'église est située dans le village, sur la route menant à Charleville-Mézières et traversant la commune de Charbogne, dans le département français des Ardennes. Le cimetière a été déporté à la sortie du village.

## Historique
La construction de l'église a commencé à la fin du XVe siècle et s'est terminée au XVIe siècle. Elle est partiellement l’œuvre des maîtres-maçons De Courtray, père et fils, originaires du lieu, comme l'atteste une inscription de 1504. 
L'édifice a été classé au titre des monuments historiques en 1913.